# Calvin Schiraldi
Calvin Drew Schiraldi (né le 16 juin 1962 à Houston, Texas, États-Unis) est un ancien lanceur droitier de baseball.
Il a évolué dans la Ligue majeure de baseball, principalement comme lanceur de relève, pour les Mets de New York (1984-1985), les Red Sox de Boston (1986-1987), les Cubs de Chicago (1988-1989), les Padres de San Diego (1989-1990) et les Rangers du Texas (1991).

## Carrière
Joueur des Longhorns de l'université du Texas à Austin et membre de l'équipe qui remporte les College World Series en 1983, Calvin Schiraldi est le 27e athlète sélectionné lors du repêchage amateur de 1983 et est le choix de premier tour des Mets de New York. 
En 8 saisons dans le baseball majeur de 1984 à 1991, Schiraldi joue 235 matchs, dont 188 comme lanceur de relève. Il ne joue qu'une saison où il est majoritairement lanceur partant, pour les Cubs de Chicago de 1988, où il débute 27 de ses 29 parties jouées. La moyenne de points mérités en carrière de Schiraldi s'élève à 4,28 en 553 manches lancées au total, avec 471 retraits sur des prises. Il compte 32 victoires, 39 défaites, un sauvetage, et deux matchs complets dont un blanchissage comme lanceur partant.
Après avoir fait ses débuts dans les majeures avec les Mets de New York le 1er septembre 1984 et joué 15 matchs pour cette équipe en 1984 et 1985, Schiraldi passe aux Red Sox de Boston le 13 novembre 1985 dans un échange de 8 joueurs dans lequel le lanceur de relève Bob Ojeda prend notamment le chemin de New York. Schiraldi joue sa saison recrue en 1986 avec Boston, qui le rappelle des ligues mineures en cours d'année, et maintient une brillante moyenne de points mérités de 1,41 en 51 manches lancées durant la saison régulière.
Schiraldi fait partie de l'équipe des Red Sox de Boston qui perd de façon dramatique la Série mondiale 1986 aux mains des Mets de New York. Malgré une défaite, Schiraldi est efficace dans la Série de championnat de la Ligue américaine qui précède la Série mondiale, où Schiraldi effectue 4 sorties en relève et limite les Angels de la Californie à deux points en 6 manches, retirant 9 frappeurs adverses sur des prises et enregistrant un sauvetage. Mais il est le lanceur perdant des 6e et 7e matchs de Série mondiale, où les Red Sox laissent échapper une avance de 3 victoires à 2 en finale pour être battu par les Mets. 
Après avoir lancé une manche sans accorder de point dans la rencontre initiale de la série, réalisant le sauvetage pour Boston, Schiraldi relève Roger Clemens en 8e manche du 6e match avec les Red Sox en avant 3-2, à seulement 6 retraits de ce qui aurait été un premier titre depuis 1918. Les Mets remplissent les buts contre Schiraldi avec un seul retrait et égalent la marque sur un ballon sacrifice de Gary Carter. Après que les Red Sox lui eurent procuré une nouvelle avance de deux points, prenant les devants 5-3 en début du 10e manche, Schraldi amorce une 3e manche en relève en fin de 10e : après avoir retiré les deux premiers frappeurs et amené les Red Sox à un seul retrait du titre, il accorde des simples consécutifs à Gary Carter, Kevin Mitchell et Ray Knight. Le lanceur Bob Stanley est alors dépêché dans la rencontre et est au monticule lorsque les Mets reviennent de l'arrière pour gagner la partie, mais Schiraldi ayant la responsabilité du coureur (Knight) qui marque le point gagnant, il est déclaré lanceur perdant. 
Deux jours plus tard, lors du 7e match de la Série mondiale 1986, Schiraldi remplace Bruce Hurst en 7e manche avec un match égal 3-3. Il est accueilli par un coup de circuit de Ray Knight, l'éventuel joueur par excellence de la Série mondiale, n'enregistre qu'un retrait, accorde 3 points et est pour la seconde fois en deux matchs le lanceur perdant, alors que les Mets de New York sont sacrés champions.
Avec le lanceur droitier Al Nipper, Boston échange Schiraldi aux Cubs de Chicago le 8 décembre 1987 contre le releveur étoile Lee Smith.

## Vie personnelle
Lukas Schiraldi, fils de Calvin Schiraldi, est un lanceur droitier de baseball.